# Hibakusha

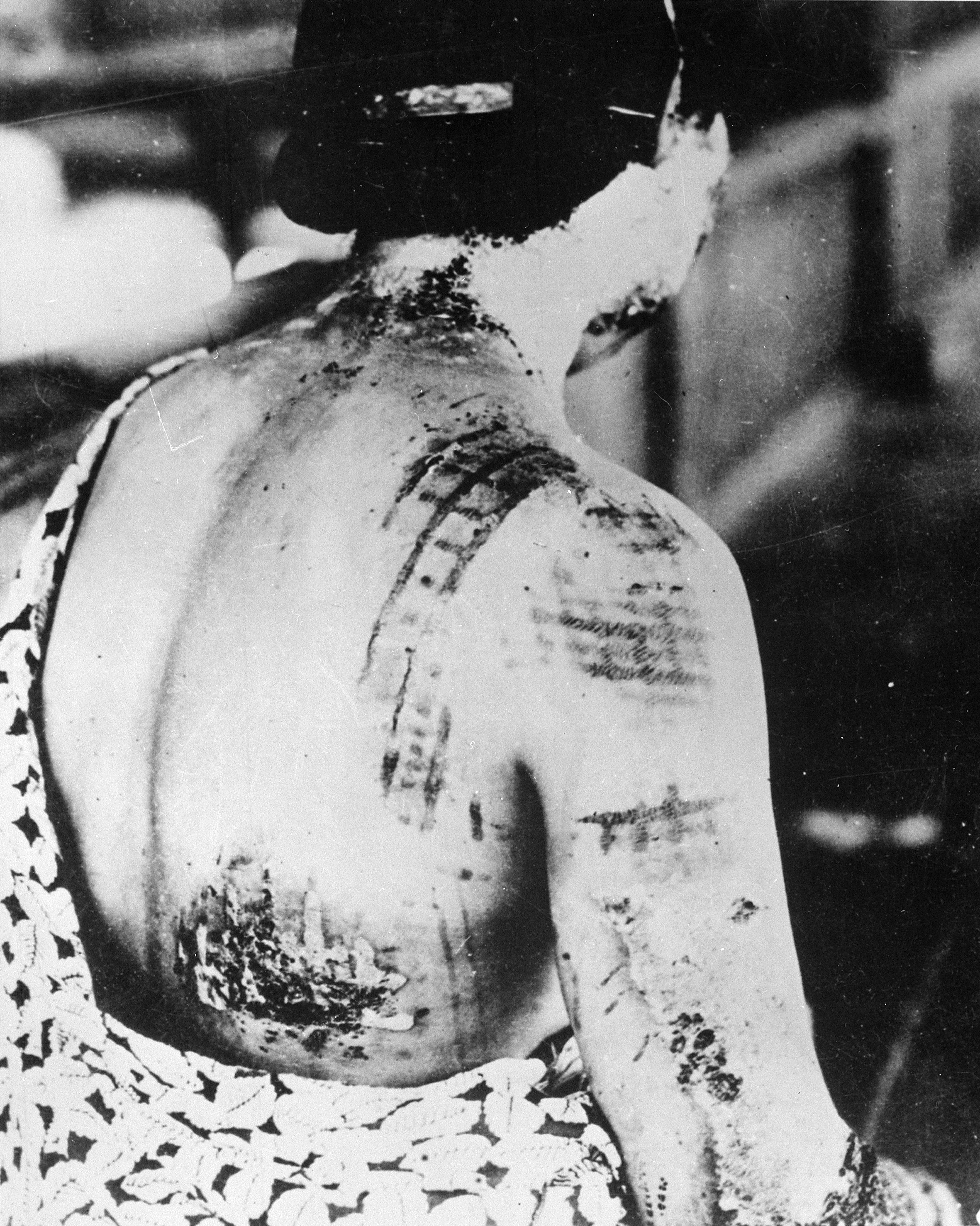
Das dunkle Muster des Kimonos wurde durch die Hitze des Explosionsblitzes in die Haut gebrannt

Als Hibakusha (japanisch 被爆者, deutsch Explosionsopfer, Bombenopfer) werden in Japan die Überlebenden der Atombombenabwürfe auf Hiroshima und Nagasaki im August 1945 bezeichnet.

## Überblick

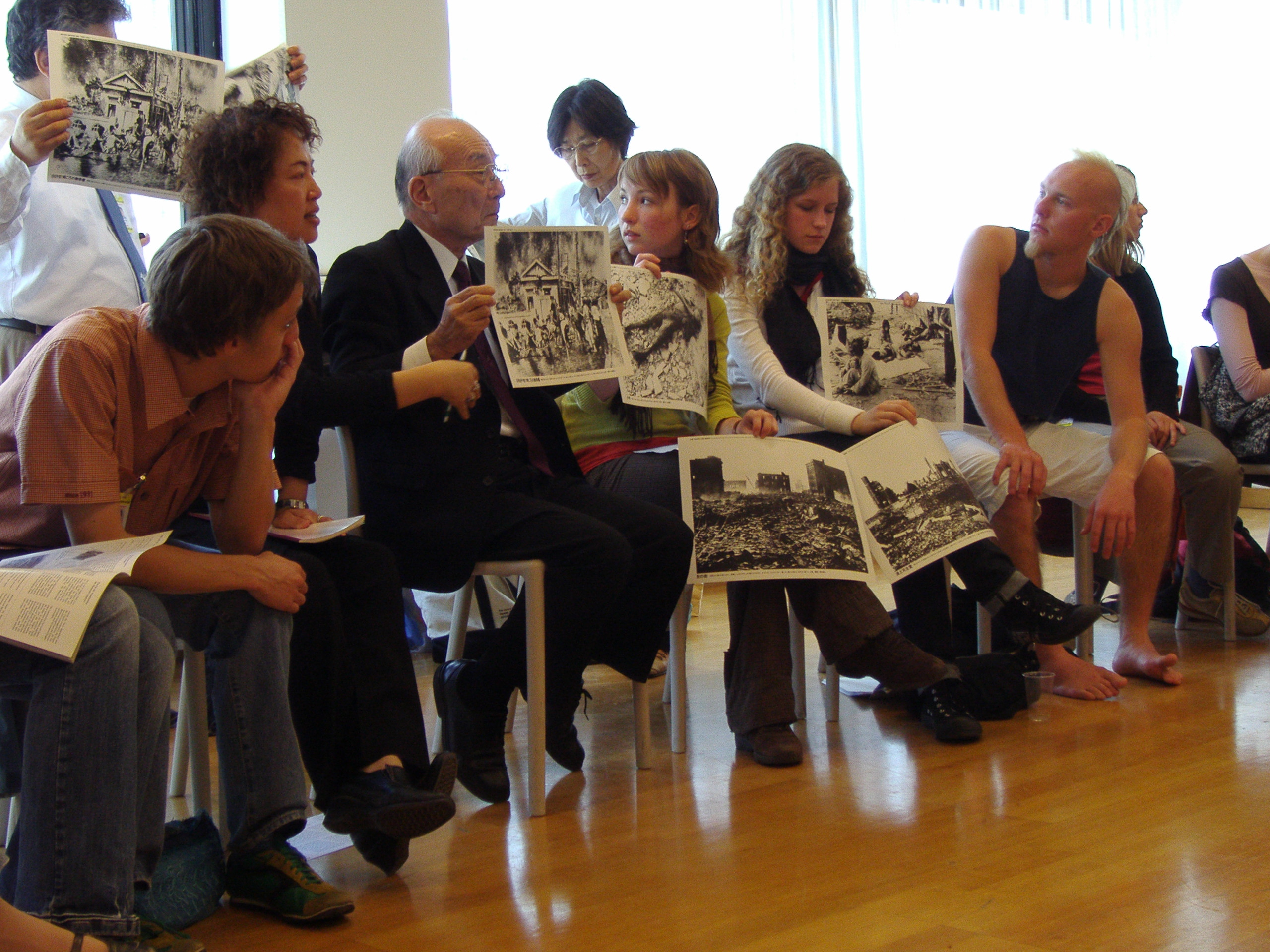
Ein Hibakusha erzählt Jugendlichen in Wien (NPT PrepCom 2007) vom Abwurf der Atombombe auf Nagasaki

Grundsätzlich werden drei Kategorien von Opfern unterschieden.
- Diejenigen, die sofort starben, also aufgrund von Druckwelle, Hitze und/oder äußerst starker radioaktiver Strahlung im näheren Bereich der Detonation an Ort und Stelle zu Tode kamen, und jene, die durch das Ereignis so schwer verwundet wurden, dass sie kurz darauf starben.
- Eine zweite offizielle Kategorie umfasst Personen, die infolge der Strahlenkrankheit, verursacht durch immer noch vergleichsweise hohe Strahlendosen, bis Ende des Jahres 1945 verstarben (sogenannte Frühtodesfälle).
- Als dritte Kategorie gelten die sogenannten Hibakusha; das sind jene Menschen, die den Abwurf selbst zwar überlebt haben, bei denen aber aufgrund der wenn auch geringeren aufgenommenen Strahlendosis (und damit einer längeren Latenzzeit) später dennoch mit Erkrankungen respektive Todesfällen vor allem durch Krebs zu rechnen gewesen ist.[1]

Hibakusha und ihre Kinder waren (und sind immer noch) Opfer von Diskriminierung, auch infolge mangelnden Wissens über die Strahlenkrankheit, von der viele Menschen glaubten, dass sie vererbbar oder sogar ansteckend sei.
Studs Terkels Buch The Good War enthält ein Gespräch mit zwei Hibakusha und beobachtet:

„Es gibt in Japan gegen die Hibakusha eine beträchtliche Diskriminierung. Diese dehnt sich oft auch auf deren Kinder aus, sowohl gesellschaftlich als auch wirtschaftlich. ‚Nicht nur Hibakusha, sondern auch ihren Kindern werden Arbeitsplätze verweigert‘, sagt Hr. Kito. ‚Es gibt viele unter ihnen, die es verheimlichen Hibakusha zu sein.‘“

Auch zu Beginn des 21. Jahrhunderts gibt es immer noch Hibakusha-Neuregistrierungen, da manche Betroffenen erst jetzt mit ihrer persönlichen Geschichte an die Öffentlichkeit gehen.
Im Jahr 1956 gründeten Überlebende der Atombombenabwürfe die Organisation Nihon Hidankyō, unter anderem mit dem Ziel, Druck auf die japanische Regierung auszuüben, damit diese sich weltweit für die Abschaffung von Atomwaffen einsetzt. Im Jahr 2024 erhielt die Organisation den Friedensnobelpreis.
Ein Gesetz über die Behandlung der Opfer der Atombomben, in dem erste Versorgungsregelungen für die Hibakusha getroffen wurden, wurde 1957 beschlossen, aber erst ab 1968 erhielten die Überlebenden eine unentgeltliche ärztliche Betreuung. Die materielle Entschädigung bzw. Versorgung der Hibakusha ist auch heute noch unbefriedigend.
Viele Hibakusha leiden an körperlichen Langzeitschäden, Behinderungen und Folgekrankheiten. Am häufigsten sind Erkrankungen der Schilddrüse wie Tumoren oder Zysten. Dazu kommen häufig psychische Störungen: Nach den Bombenangriffen verfielen viele Überlebende aufgrund familiärer und gesellschaftlicher Verluste in Lethargie oder entwickelten wegen des eigenen Überlebens Schuldgefühle, und bei der Gründung eigener Familien war zunächst unklar, ob die Kinder gesund zur Welt kommen würden. Anlässlich des internationalen Jahres des Friedens 1986 beschloss die Friedens- und Kulturstiftung von Hiroshima, die Berichte von 100 Hibakusha aufzuzeichnen und im Friedensmuseum Hiroshima zu archivieren.
Zu den Überlebenden der Atombombenabwürfe zählten auch etwa 40.000 koreanische Zwangsarbeiter, von denen die meisten nach Korea zurückkehrten. Da Südkorea im Normalisierungsvertrag mit Japan 1965 auf alle Ansprüche verzichtete, erhielt es keine Reparationszahlungen. Während japanische Gerichte die Forderungen koreanischer Opfer früher stets zurückgewiesen hatten, wurde die japanische Regierung im Januar 2005 erstmals zu Entschädigungszahlungen für 40 südkoreanische Atombombenopfer verurteilt.

## Bekannte Hibakusha

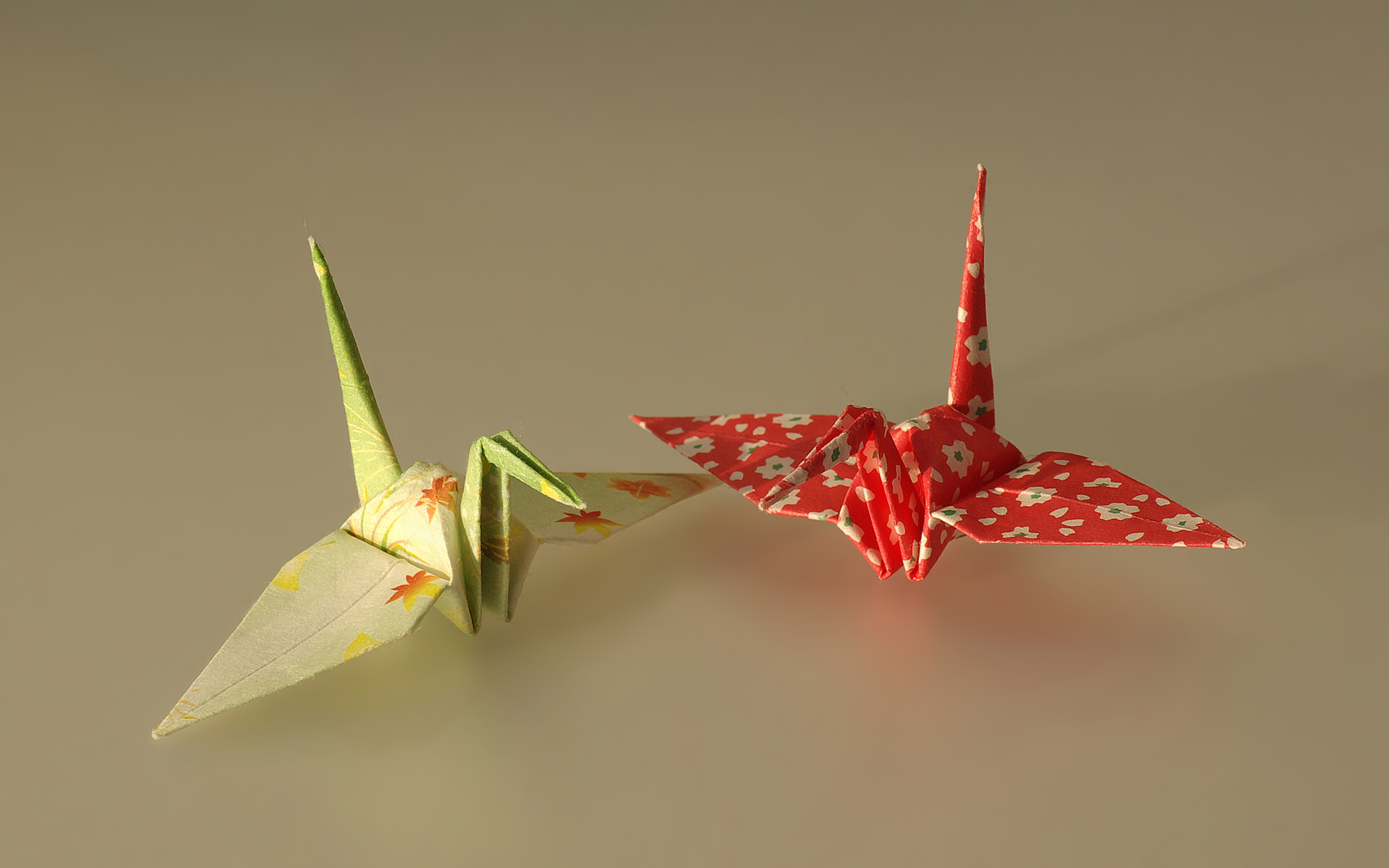
Origami-Kraniche, wie Sadako Sasaki sie während ihres Krankenaufenthalts faltete

Die in Hiroshima lebende Schülerin Sadako Sasaki (1943–1955) war zum Zeitpunkt des Atombombenabwurfs 2½ Jahre alt. Anfang 1955 wurde bei ihr Leukämie diagnostiziert. Ausgehend von einer japanischen Legende, nach der derjenige, der 1.000 Origami-Kraniche falte, von den Göttern einen Wunsch erfüllt bekäme, begann Sadako während ihres Krankenhausaufenthaltes Papierkraniche zu falten, um so ihre Gesundheit zurückzuerhalten. Aufgrund der weltweiten Verbreitung und der Anteilnahme, die ihre Geschichte fand, wurden Origami-Kraniche zu einem Symbol der internationalen Friedensbewegung und des Widerstands gegen einen Atomkrieg. Sadako Sasaki gilt als weltweit bekannteste Hibakusha.
Paul Takashi Nagai (1908–1951) arbeitete beim Atombombenabwurf auf Nagasaki als Arzt in der Radiologieabteilung des Hochschulkrankenhauses von Nagasaki. Schwer verwundet kümmerte er sich weiter um Verletzte. Über seine Erlebnisse schrieb er das Buch Die Glocken von Nagasaki, ehe er infolge der Strahlung an Leukämie verstarb.
Der Manga-Zeichner Keiji Nakazawa (1939–2012) überlebte als Schüler den Bombenabwurf auf Hiroshima in der Nähe des Hypozentrums, verlor aber einen großen Teil seiner Familie und erkrankte an Leukämie. Seine Erinnerungen hat er u. a. in der von 1973 bis 1985 veröffentlichten Manga-Serie Barfuß durch Hiroshima festgehalten, die mit zahlreichen internationalen Preisen ausgezeichnet wurde.
Der Arzt Michihiko Hachiya (1903–1980) war Leiter eines Krankenhauses in Hiroshima und überlebte die Atombombe nur etwa 1.500 Meter vom Hypozentrum entfernt. Vom 6. August bis zum 30. September 1945 führte er ein Tagebuch, in dem er die Tätigkeit der Ärzte und Krankenschwestern in der zerstörten Stadt festhielt. Das Werk ist unter dem Titel Hiroshima-Tagebuch auch in andere Sprachen übersetzt worden.
Kazuo Soda (geboren 1930) überlebte den Bombenabwurf auf Nagasaki, verlor aber seinen Bruder und später auch seine Eltern. Er ist ein international bekannter Friedensaktivist und wurde u. a. mit dem Aachener Friedenspreis ausgezeichnet.
Tsutomu Yamaguchi (1916–2010) erlebte beide Atombombenabwürfe mit: Am 6. August 1945 hielt er sich beruflich in Hiroshima auf und überlebte die Explosion etwa drei Kilometer vom Hypozentrum entfernt. Er kehrte am 8. August in seinen Heimatort Nagasaki zurück und überstand einen Tag später die zweite Explosion, erneut etwa drei Kilometer vom Hypozentrum entfernt. Zusätzlich wurde er in beiden Fällen ionisierender Strahlung ausgesetzt. Er war einer von neun bekannten Überlebenden, die bei beiden Explosionen jeweils in der Nähe des Bodennullpunktes waren, und der einzige jemals behördlich anerkannte „doppelte Hibakusha“. Allerdings konnten im Rahmen der Recherchen für den Dokumentarfilm Twice Bombed, Twice Survived: The Doubly Atomic Bombed of Hiroshima and Nagasaki, der am 3. August 2006 bei den Vereinten Nationen vorgeführt wurde, insgesamt 165 „doppelte Hibakusha“ ausfindig gemacht werden.
Araki Takeshi (1916–1994) überlebte den Bombenabwurf auf Hiroshima in einer Fabrik, erkrankte jedoch noch im selben Monat an der Strahlenkrankheit. Von 1975 bis 1991 war er Bürgermeister von Hiroshima und setzte sich zeit seines Lebens für die Abschaffung von Nuklearwaffen ein. Weltweite Aufmerksamkeit erfuhren seine jährlich am 6. August stattfindenden Friedensdeklarationen, die seit 1947 vom amtierenden Bürgermeister Hiroshimas an die Welt gerichtet werden. Auf seine Initiative hin wurde 1982 die internationale Organisation Mayors for Peace gegründet.
Tomotaka Tasaka (1902–1974), ein berühmter Filmregisseur, überlebte den Abwurf in Hiroshima. Seine Erfahrungen verarbeitete er später in dem Film Never Forget the Song of Nagasaki (Nagasaki no uta wa wasureji, 1953).

## Atomic Bomb Casualty Commission (ABCC)
Die Atomic Bomb Casualty Commission (ABCC, Kommission für Opfer der Atombombe) war eine 1946 gegründete Kommission gemäß einer präsidialen Anordnung von Harry S. Truman. Das einzige Ziel der Kommission war es, die Gesundheit der Überlebenden der Atombomben zu erforschen, da sie glaubten, diese Gelegenheit nicht wieder zu bekommen, bis ein nächster Weltkrieg stattfinden würde. Aus diesem Grund erforschte diese Kommission die Gesundheit der Hibakusha, behandelte sie jedoch nicht. Die amerikanischen Führer betrachteten die Behandlung der Hibakusha als Anerkennung der Verantwortung für ihre Verletzungen. Infolgedessen fühlten sich die Hibakusha von der ABCC-Kommission wie Versuchspersonen behandelt.
Die ABCC-Kommission konzentrierte sich auch auf den Nishiyama  Distrikt von Nagasaki. Zwischen dem Hypozentrum und Nishiyama lagen Berge, die die Strahlung und Hitze der Explosion daran hinderten, Nishiyama direkt zu erreichen, und es gab keine Schäden. Doch durch herabfallende Asche und Regen war dennoch eine erhebliche Menge an Strahlung vorhanden. Daher wurden nach dem Krieg Gesundheitsuntersuchungen durchgeführt, ohne die Bevölkerung über den Zweck zu informieren. Anfangs wurden die Untersuchungen in Nishiyama von der US-Armee durchgeführt, später wurden sie an die ABCC-Kommission übergeben.
Ein paar Monate nach den Atombombenangriffen zeigten die Menschen in Nishiyama einen signifikanten Anstieg der weißen Blutkörperchen. Bei Tieren kann Leukämie nach einer Ganzkörperbestrahlung auftreten, daher wollte man untersuchen, was bei Menschen passiert. Es wurde auch Osteosarkom bei Menschen nach der oralen Aufnahme von radioaktivem Material festgestellt. Laut dem Bericht, den die ABCC-Kommission verfasst hatte, waren daher die Bewohner des Nishiyama-Distrikts, die nicht direkt von den Atombombenangriffen betroffen waren, eine ideale Bevölkerung, um die Effekte der Reststrahlung zu beobachten.
Die USA setzten die Forschung zur Reststrahlung fort, nachdem Japan unabhängig geworden war, aber die Ergebnisse wurden niemals den Bewohnern von Nishiyama mitgeteilt. Infolgedessen betrieben die Einwohner nach dem Zweiten Weltkrieg weiterhin Landwirtschaft, und die Zahl der Leukämiepatienten nahm zu, und es starben mehr Menschen.
Nach den Atombombenangriffen wollten japanische Wissenschaftler Forschungen durchführen, um den Hibakusha bei der Heilung zu helfen, doch die SCAP erlaubte den Japanern nicht, Forschungen über die Schäden durch die Atombombe durchzuführen. Besonders die Regeln bis 1946 waren streng, was zu einer höheren Sterblichkeit durch Strahlung führte.
Wenn die Hibakusha sich weigerten, routinemäßige medizinische Untersuchungen durchzuführen, drohte die ABCC ihnen mit einem Kriegsgericht wegen Kriegsverbrechen. Zudem, wenn die Hibakusha starben, besuchte die ABCC persönlich ihre Häuser und holte ihre Leichname für Autopsie ab. Die ABCC-Kommission versuchte auch, die Leichname eines totgeborenen Zwillings für Untersuchungen mitzunehmen. Es wird angenommen, dass mindestens 1.500 Organe an das Armed Forces Institute of Pathology in Washington geschickt wurden.

## Sonstiges
In dem vor allem in Deutschland populären Roman Die Wolke von Gudrun Pausewang bezeichnen sich die Opfer eines (fiktiven) Atomunfalls ebenfalls als Hibakusha. In der Realität ist diese Bezeichnung jedoch nur für die Opfer der beiden Atombombenabwürfe üblich, eine solche Übertragung der Bezeichnung auch auf die Opfer ziviler Atomtechnik, zum Beispiel der Unfälle in Tschernobyl und Fukushima, ist nicht erfolgt.

## Dokumentarfilme
- Lucy van Beek, Regie: Hiroshima: The real History. GB, 2015, 95 Min, Brook Lapping Productions (Sendung auf Deutsch am 30. Juli 2019 um 20:15 Uhr beim Sender arte).[17]